# Nofap
| Nofap (NoFap) |
| --- |
| - Betydelse – nätgemenskap som verkar för medlemmarnas avhållsamhet från onani och konsumtion av pornografi - Syfte – ökad fysisk och psykisk hälsa, förhöjd moral, bekämpande av hypersexuell störning och sexuell tvångsmässighet - Bakgrund – Reddit (2011), inspirerat av aktivisten Gary Wilson - Storlek – 350 000 + 1,1 miljoner forummedlemmar (2023) |

Nofap (marknadsförd som NoFap) är en webbplats och nätgemenskap grundad 2011. Den verkar som en stödgrupp för människor som vill sluta onanera och konsumera pornografi. Dess namn kommer från det engelskspråkiga slanguttrycket fap, med betydelsen 'manlig onani'.
Medan orsakerna till denna avhållsamhet varierar beroende på person, är den huvudsakliga anledningen som nämns en önskan att häva personens upplevda beroende av pornografi eller andra tvångsmässiga sexuella beteenden (se hypersexuell störning och sexuell tvångsmässighet). Andra anledningar kan inkludera religiösa och moraliska åsikter, självdisciplin och fysiska hälsofördelar som ofta inte kan bekräftas medicinskt.
Gruppen strävan och syn på problematiken har fått kritik av bland annat psykologer för att vara förenklande och felaktiga.

## Historia
Nofap som begrepp stammar från åren efter millennieskiftet. Bland annat figurerade ordet cirka 2006 på det populära diskussionsforumet till Bodybuilding.com, där (en längre tids) avbrott av en persons onanerande förknippades med en tänkt ökning av testosteronnivån i kroppen. Detta antogs då leda till en större muskeltillväxt. Intresset för denna avhållsamhet hade då sällan någon koppling till pornografi eller en förbättring av ens mentala livskvalitet.
Den större Nofap-rörelsen skapades dock i juni 2011 av den Pittsburgh-baserade webbutvecklaren Alexander Rhodes, efter att han läst en diskussionstråd på Reddit från 2003. I tråden hävdades att män som höll upp med att onanera under en veckas tid skulle erfara en 145,7-procentig ökning av kroppens testosteron-nivå på dag 7. Denna tråd hade då nått framsidan på ett populärt forum på Reddit. Rhodes skapade då ett särskilt forum på Reddit – betitlat Nofap – där medlemmar kom att vittna om sina mål att "förbättra sina relationer ", "utmana sin egen viljekraft – för att ta kommando över sin sexualitet och förvandla den till en superkraft", men alltid med målet att kunna "avståd från PMO (porr/masturbation/orgasm)". Uttrycket fap är onomatopoetiskt baserat slang för manlig onani som första gången syntes 1999, i webbserien Sexy Losers, där det användes för att simulera ljudet av en manlig seriefigur som onanerade.
Gruppens särskilda webbplats nofap.com förknippas mestadels med män som vill sluta med att använda pornografi och minimera sitt onanerande (ibland benämnda fapstronauter). Det finns dock en minoritet kvinnliga medlemmar (ibland med beteckningen femstronauter); Rhodes har bedömt att cirka fem procent av nätverksmedlemmarna är kvinnor.
Tankarna bakom gruppens aktivism sägs härledas från antipornografiaktivisten Gary Wilson. Hans bok Your Brain on Porn sålde det första året från utgivningen 2014 över 100 000 ex, och TEDx-föreläsning "The Great Porn Experiment" från 2012 har fram till 2023 visats 16 miljoner gånger.
Nofap som nätverk grundades på nätforumet Reddit, där Nofap-sektionen sommaren 2023 hade 1,1 miljoner medlemmar. Forumet på nofap.com hade i juni samma år knappt 350 000 medlemmar. Kommunikationen på forumen ägnas bland annat åt att diskutera metoder för att försöka undvika onani och konsumtion av pornografi, liksom av samtal kring de ofta förekommande "återfallen" i tidigare beteende.

## Kritik
Gruppens syn och strävan att bekämpa det upplevda beroendet av pornografi har av neuroforskare, psykologer och andra medicinska yrkespersoner kritiserats som förenklande, föråldrade och felaktiga. Bland annat baseras gruppens tankar och aktivism på en mycket förenklad syn både på onanins effekter och på pornografins karaktär och produktionsförhållanden. Enligt forskare har förespråkare av Nofap och dess ideologi även en felaktig syn på beroendeproblematiken i samband med onani och sexuella handlingar i stort. Det hävdas bland Nofap-förespråkare att onani eller konsumtion av pornografi har tydlig koppling till erektionsproblem, men forskningen har haft svårt att finna några samband. Istället finns forskningsrön om att oro kring sexuella aktiviteter har mycket större betydelse för en eventuellt bristande erektion.
Många av rörelsens medlemmar har enligt rapporter tankar om både onani och pornografi som syndfulla och omoraliska företeelser som förhindrar en människas sunda utveckling, en övertygelse som riskerar att koppla samman en själv och ens eget handlande med skam. Den vanliga Nofap-idén om pornografi som en väg till en mer extrem och onormal sexualitet har inte klart bevisats vetenskapligt. Ett fokus på att undvika båda företeelserna kan dock paradoxalt nog leda till ett större intresse i dem (jämför vissa bantningsmetoders bristande effektivitet), vilket kan försämra en persons uppfattning om sin livskvalitet.
Gruppmedlemmarnas fokus på onani och pornografi som starkt negativa företeelser kan ofta även leda till en upplevelse av försämrad livskvalitet, i samband med återkommande "återfall" med onani och /eller konsumtion av pornografi. Enligt en forskningsenkät gjord bland medlemmar av Nofap-gruppen på Reddit kände sig 68,9 procent självmordsbenägna i samband med deras senaste "återfall", varav cirka 18 procent starkt självmordsbenägna. Detta är också i linje med studier som säger att kanske nio av tio personer som söker psykologhjälp för upplevt "porrberoende" istället diagnosticeras för depression. Som en betydligt mer verksam metod än Nofap nämns ibland den KBT-baserade ACT-metoden (Acceptance and commitment therapy), där en persons beteende ofta kan förändras mer gradvis och mer långsiktigt.